# Prahova (fiume)
Il fiume Prahova è un affluente del fiume Ialomiţa in Romania.